# Schlacht bei Lund
Öland – Halmstad – Lund – Lolland – Malmö –  Køge – Landskrona – Marstrand – Uddevalla
Die Schlacht bei Lund fand am 4. Dezember 1676 während des Schonischen Krieges zwischen Dänemark und Schweden (1675–1679) statt. Sie gilt als eine der blutigsten Schlachten, die je auf skandinavischem Boden gefochten wurde. Die Verluste betrugen auf beiden Seiten etwa 50 Prozent. Die Schlacht verlief zudem außerordentlich chaotisch.

## Militärische Lage
Die dänischen Truppen waren seit Kriegsbeginn in der Offensive und hatten Schonen zurückerobert, das Dänemark 1658 an Schweden verloren hatte. Ende 1676 wendete sich das Kriegsglück, und die schwedische Armee unter König Karl XI. konnte in die Provinz Schonen vorstoßen.
Die militärische Lage vor der Schlacht war allerdings sehr instabil. Der eigentliche Plan der Schweden, zur Verstärkung des unter großem Belagerungsdruck stehenden Malmö vorzurücken, misslang. Die Dänen konnten den Weg nach Malmö blockieren, die beiden Armeen trieben sich gegenseitig kreuz und quer durch Schonen. Die Schweden errichteten schließlich, mehr aus Verzweiflung denn aus taktischen Gründen, ihr Heerlager bei Lilla Harrie in der Nähe des Kävlingeå, einige Kilometer nördlich von Lund. Die Dänen verlegten ihre Truppen währenddessen in Richtung Skälshög, geographisch also zwischen die Schweden und die Stadt Lund, nur wenige Kilometer entfernt.
Karl XI. musste nun aufgrund der misslichen Lage – die Versorgung seiner Soldaten war schlecht, im Heerlager grassierten Krankheiten – eine Entscheidung treffen: Entweder zogen sich die schwedischen Truppen ganz aus Schonen zurück und opferten Malmö, oder er wagte mit seinen Soldaten den Angriff auf die dänischen Truppen. Das Wetter kam den Schweden zu Hilfe, da der Kävlingeå durch plötzlich einsetzende Kälte zufror und somit einen Überraschungsangriff auf die Dänen möglich machte. Karl XI. entschloss sich daher zum Kampf gegen die zahlenmäßig überlegenen dänischen Truppen.

## Schlachtverlauf
Am 4. Dezember überquerten die Schweden gegen 4 Uhr den zugefrorenen Kävlingeån in der Nähe der Furt Rinnebäck, um eine bessere Position für einen Angriff zu haben. Jedoch erwies sich ein Vorrücken durch vorhandene Gräben und Zäune schwieriger als erwartet. Dennoch konnten die Schweden zunächst unbemerkt weiter vorrücken. Erst gegen 7 Uhr, als die schwedische Armee die Kirche von Stångby erreichte, wurde sie von den Dänen bemerkt, die daraufhin sofort Alarm schlugen.
Da das Überraschungsmoment ausgeblieben war, beschloss die schwedische Armeeführung, stattdessen Richtung Lund vorzurücken, um strategisch wichtige Anhöhen wie den Helgonabacken nördlich der Stadt einzunehmen. Dies geschah jedoch nicht, ohne dass die Dänen davon erfahren hätten. So taten diese es den Schweden gleich und setzten sich gen Süden in Bewegung, um die wichtigen Anhöhen noch vor den schwedischen Truppen zu erreichen.
Gegen 8:30 Uhr stießen beide Streitkräfte aufeinander und nahmen den Kampf auf. Beide Seiten kämpften mit Erbitterung. Der schwedische König Karl XI. selbst führte den rechten Flügel seiner Truppen, und bereits nach etwa einer Stunde Kampf gab der rechte Flügel der Dänen nach und zog sich gen Norden zurück. Unter den Fliehenden war auch der dänische König Christian V. Ihnen setzten der Schwedenkönig, Karl XI., der Oberbefehlshaber Simon Grundel-Helmfelt und der Befehlshaber der Kavallerie, Rutger von Ascheberg, in Richtung Kävlingeån nach.

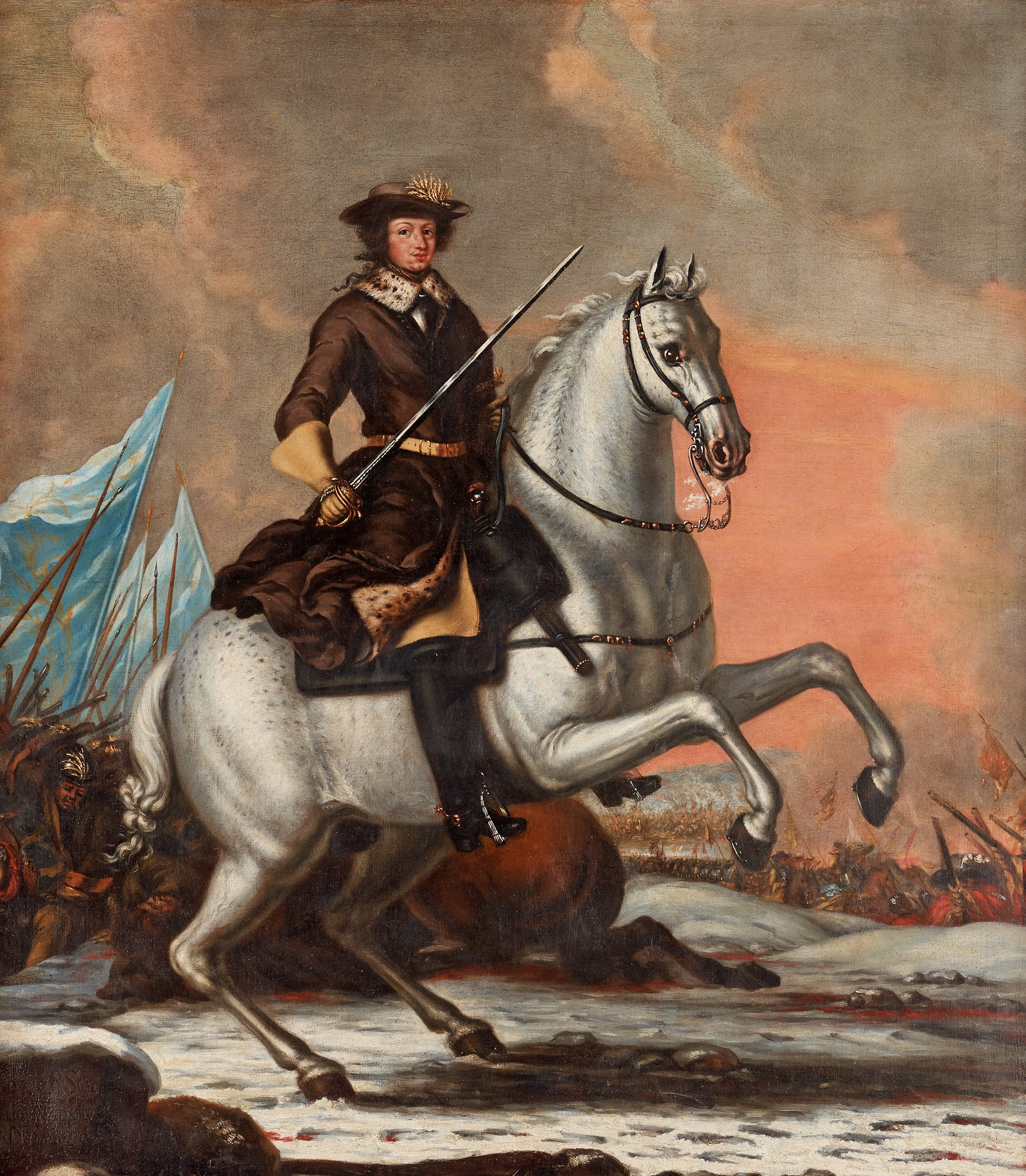
Karl XI während der Schlacht bei Lund, Gemälde von David Klöcker Ehrenstrahl von 1682

Währenddessen trafen die Hauptkräfte beider Armeen nördlich von Lund aufeinander. Die dänische Kavallerie war den Schweden zahlenmäßig deutlich überlegen. Zudem waren die schwedischen Truppen ohne Oberbefehlshaber, da König Karl XI. und Grundel-Helmfelt sich auf die Verfolgung Christians V. gemacht hatten. Dies veranlasste die Schweden dazu, sich gegen die Mittagszeit zurückzuziehen, um sich neu zu gruppieren. Feldmarschall Erik Dahlberg ritt derweil in nördlicher Richtung, um die vom schwedischen König geführte Reiterei zu erreichen. Dies gelang Dahlberg, und er informierte den König über die schwierige Lage, in der sich der Hauptteil der schwedischen Truppen befand. Daraufhin sammelte Karl XI. neun Schwadronen und ritt zurück in Richtung Lund.
Gegen 15 Uhr befanden sich die schwedischen Streitkräfte auf den Möllevångs-Anhöhen vor Lund in einer verzweifelten Lage. Die Armee war praktisch in Auflösung begriffen, unter den Befehlshabern drohte Panik auszubrechen. Einzig das Leibgarderegiment unter Nils Bielke war noch vollständig kampfbereit.
Doch nun erreichte Karl XI. mit seinen neun Schwadronen die bedrängten Truppen und ging sofort zum Angriff gegen den überraschten linken dänischen Flügel über. Die Dänen erwiderten den Angriff, da sie ansonsten umzingelt zu werden drohten. Die Dänen waren den Schwadronen Karls XI. zahlenmäßig überlegen, so dass sich das Blatt zu ihren Gunsten zu wenden schien. Doch der schwedische König durchbrach zusammen mit Dahlberg und von Ascheberg in einem ungewöhnlichen Frontalangriff die dänischen Linien und erreichte seine eigenen Truppen.
Karl XI. sammelte seine Soldaten und gab Order zum finalen Angriff. Die Dänen wurden nun aus zwei Richtungen angegriffen und südlich der Kirche von Vallkärra eingekesselt, woraufhin viele von ihnen panisch die Flucht ergriffen. Die Kämpfe arteten nun in ein Massaker aus. Unter anderem wurden etwa 1100 holländische Matrosen, die für die Dänen kämpften, sich der schwedischen Armee ergeben und um Gnade bitten wollten, von den Schweden niedergemacht. Die letzten Gefechte fanden bis in den frühen Abend statt. Dann zogen sich die Reste der geschlagenen dänischen Armee im Schutz der einbrechenden Dunkelheit in die Festung Landskrona zurück.

## Taktik und Nachwirkungen

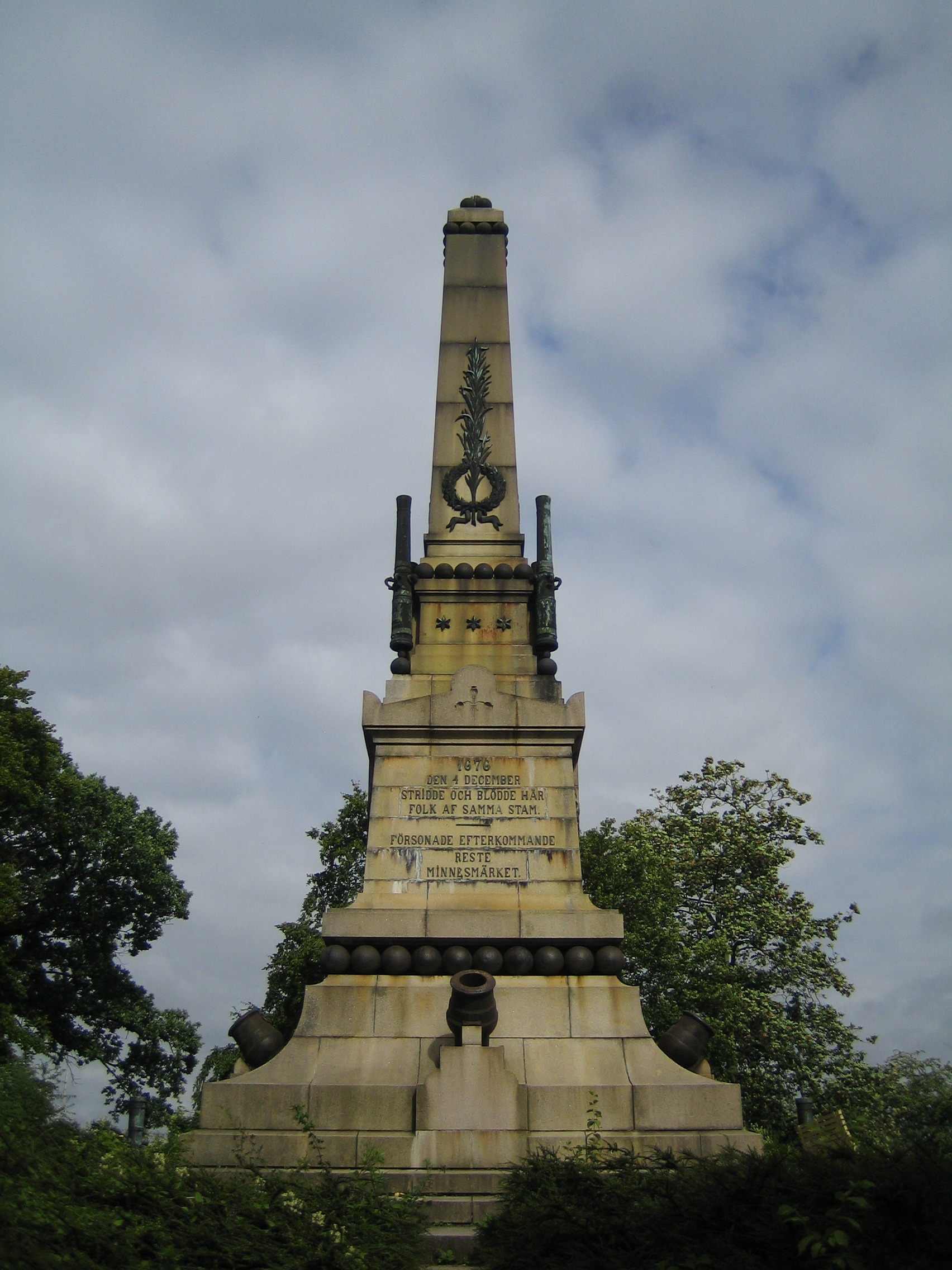
Denkmal zur Erinnerung an die Schlacht bei Lund, entworfen von Helgo Zettervall und anlässlich der Zweihundertjahrfeier 1876 im Monumentpark in Lund errichtet.

Unter den Faktoren, die dazu führten, dass die Schweden als Sieger aus der Schlacht hervorgingen, ist besonders die Taktik der Kavallerie zu nennen. Während die dänischen Reiter die gängige Taktik der Caracolla anwandten, unterschied sich die von Gustav II. Adolf von Schweden eingeführte Form dahingehend, dass die Kavallerie nur noch eine Salve abfeuerte und den Feind danach sofort mit großer Geschwindigkeit frontal anfiel.
Nils Bielke wurde als Führer des Leibgarderegimentes nach der Schlacht der Orden Halmkrans für herausragendes Heldentum verliehen. Die Tradition des Halmkrans wurde von Dragonern und Husaren der Neuzeit weitergeführt.
Obwohl die Todesopfer am nächsten Tag gezählt wurden, gingen die ursprüngliche Notizen verloren, und damit ist die genaue Zahl der Todesfälle unbekannt. Heutige schwedische Quellen deuten auf zwischen 8300 und 9000 Leichen auf dem Schlachtfeld hin, nicht erfasst sind ertrunkene Dänen sowie Soldaten, die an ihren Verletzungen in den folgenden Wochen gestorben sind. Das schwedische Militär hatte ungefähr 3000 Tote und weitere 2000 Verletzte zu beklagen, ausgenommen 500 Leichtverletzte. Das dänische Heer hatte mindestens 6000 – oder sogar 6500 – Tote und 500 bis 1000 Verletzte zu verzeichnen, 2000 Soldaten wurden von den Schweden gefangen genommen.
Die militärische Bedeutung der Schlacht von Lund ist umstritten. Auf der einen Seite wird behauptet, dass sie in keiner Weise von großer militärischer Wichtigkeit gewesen sei. Andererseits sind manche Historiker der Ansicht, dass im Falle einer schwedischen Niederlage die erst Jahre zuvor gewonnenen Provinzen Schonen, Blekinge und Halland wieder an Dänemark verloren gegangen wären. In der schwedischen Kriegspropaganda wurde der Sieg jedenfalls als herausragende Leistung des jungen Königs gefeiert, die Dänen spielten ihre Niederlage hingegen herunter. Der Schonische Krieg setzte sich mit Belagerungen, Kämpfen und Verwüstungen bis zum Frieden von Lund 1679 fort.